# Un fils pour l'été
Un fils pour l'été (Tribute) est un film canadien réalisé par Bob Clark, sorti en 1980 et basé sur la pièce du même nom de Bernard Slade. Jack Lemmon a joué dans les versions théâtrale et cinématographique. 

## Synopsis
Scottie Templeton est un vétéran du spectacle, basé à New York et bien connu dans la communauté théâtrale. Il a beaucoup de connaissances, mais il est séparé de son épouse et séparé de son fils unique.
Scottie apprend qu'il est atteint de leucémie et qu'il est en train de mourir. Son ex-épouse Maggie, en ville pour une réunion d'école, vient rendre visite et réfléchir sur leur temps ensemble. Scottie fait un effort pour renouer avec son fils, Jud, qui a toujours des problèmes de colère.
Sally Haines, une jeune actrice de Scottie, semble être un bon partenaire romantique pour son fils. Alors qu'un dîner d'honneur est organisé en son honneur, Scottie tente de rétablir certaines de ses relations passées pour le temps qu'il lui reste.

## Fiche technique
- Titre : Un fils pour l'été
- Titre original :Tribute
- Réalisation : Bob Clark
- Scénario : Bernard Slade d'après sa pièce éponyme
- Production : Richard S. Bright, Garth H. Drabinsky et Joel B. Michaels
- Musique : Kenneth Wannberg
- Photographie : Reginald H. Morris
- Montage : Richard Halsey
- Pays de production :  Canada
- Format : Couleurs - Mono
- Genre : Comédie dramatique
- Durée : 121 minutes
- Date de sortie : 1980

## Distribution
- Jack Lemmon : Scottie Templeton
- Robby Benson : Jud Templeton
- Lee Remick : Maggie Stratton
- Colleen Dewhurst : Gladys Petrelli
- John Marley : Lou Daniels
- Kim Cattrall : Sally Haines
- Sid Smith